# Josh Bowman
Joshua Tobias "Josh" Bowman (* 4. března 1988, Berkshire, Spojené království) je britský herec. Nejvíce se proslavil rolí Daniela Graysona v seriálu televizní stanice ABC Family Pomsta.

## Životopis
Narodil se v Berkshire. Jeho sestra Scarlett Bowman je hvězda seriálu Hollyoaks. Studoval na Berkshire's Wellington College. Věnoval se profesionálně ragby. V 18 letech hrál ragby za tým Saracens F.C. V prvním roce si však zranil rameno a byl požádán, aby tým opustil. Jeho kamarád, který pracoval v talentové agentuře ho přesvědčil, aby se vydal na dráhu herce a tak začal studovat drama v Lee Straseberg institutu v New Yorku. Jeho otec se hlásí k židovství. Má anglické, irské a italské kořeny.

## Kariéra
Svůj herecký debut měl v roce 2007 s rolí Dimitriho v seriálu Genie in the House. Dva roky hrál v britském seriálu Holby City a objevil se ve filmech jako 13Hrs, Prowl, Exteriors a Love's Kitchen.
V roce 2011 se připojil k obsazení seriálu Make It Or Break It, který vysílala stanice ABC Family. Ve stejném roce získal roli v seriálu Pomsta. V roce 2012 se objevil po boku Miley Cyrus ve filmu Kočka. V roce 2017 hrál v seriálu Time After Time. Seriál byl však po první řadě zrušen.

## Osobní život
V roce 2009 byla jeho přítelkyní zpěvačka Amy Winehouse. Během let 2010-11 ji nahradila herečka Cassandra Scerbo a od roku 2011 herečka Emily VanCamp, se kterou se poznal na natáčení seriálu Pomsta Dne 15. prosince 2018 se dvojice vzala na Bahamách.

## Filmografie
| Rok       | Název               | Role                           | Poznámky                                      |
| --------- | ------------------- | ------------------------------ | --------------------------------------------- |
| 2007      | Genie in the House  | Dimitri                        | 2 díly                                        |
| 2009      | Myths               | Zeus                           |                                               |
| 2009      | Betwixt             | Luke                           | neprodaný televizní pilotní díl               |
| 2009-10   | Holby City          | Scott James                    | 9 dílů                                        |
| 2010      | 13Hrs               | Doug Walker                    |                                               |
| 2010      | Prowl               | Peter                          |                                               |
| 2011      | Exteriors           | Adam                           |                                               |
| 2011      | Make It or Break It | Max                            | vedlejší role (2. řada)                       |
| 2011-2015 | Pomsta              | Daniel Greyson                 | hlavní role, 77 dílů                          |
| 2012      | Kočka               | Nicholas                       |                                               |
| 2014      | The Last Keepers    | Taylor                         |                                               |
| 2015      | Level Up            | Matt                           |                                               |
| 2017      | Time After Time     | John Stevenson/Jack rozparovač | hlavní role,                                  |
| 2018      | Pán času            | Krasko                         | díl: „Rosa“                                   |
| 2018      | Lore                | Jack Parsons                   | díl: „Jack Parsons: The Devil and the Divine“ |

## Ocenění a nominace
| Rok  | Ocenění            | Kategorie                                        | Práce  | Výsledek |
| ---- | ------------------ | ------------------------------------------------ | ------ | -------- |
| 2012 | Teen Choice Awards | televizní objev roku – muž                       | Pomsta | nominace |
| 2012 | TV Guide Awards    | nejlepší televizní pár (sdíleno s Emily VanCamp) | Pomsta | nominace |
| 2013 | Teen Choice Awards | nejlepší televizní herec: drama                  | Pomsta | nominace |